# Vasilije Šijaković
Vasilije Šijaković (né le 31 juillet 1929 à Nikšić et mort le 10 novembre 2003) était un footballeur yougoslave des années 1950 et 1960. Il était défenseur.

## Biographie
Vasilije Šijaković est international yougoslave à onze reprises (1957-1962) pour aucun but inscrit. Il participe à la Coupe du monde de football de 1958, où il joue deux matchs sur les quatre. La Yougoslavie est éliminée en quarts-de-finale. Il dispute aussi la coupe du monde de football de 1962, où il ne joue que la demi-finale contre la Tchécoslovaquie. La Yougoslavie termine quatrième du tournoi.
Il joue pour trois clubs yougoslaves (FK Partizan Belgrade, FK Étoile rouge de Belgrade et OFK Belgrade), remportant trois coupes et un titre de champion. Il finit sa carrière en France avec le FC Grenoble, en D1 puis en D2 française, mais il ne remporte rien avec ce club.

## Clubs
- 1951-1952 :  FK Partizan Belgrade
- 1952-1954 :  FK Étoile rouge de Belgrade
- 1954-1962 :  OFK Belgrade
- 1962-1964 :  FC Grenoble

## Palmarès
- Coupe de Yougoslavie de football
  - Vainqueur en 1952, en 1955 et en 1962
  - Finaliste en 1954

- Championnat de Yougoslavie de football
  - Champion en 1953
  - Vice-champion en 1955

- Championnat de Yougoslavie de football D2
  - Champion en 1959